# Kontraktor
Der Begriff Kontraktor (von lateinisch contrahere ‚zusammenziehen‘)  bezeichnet in der Vertragssprache zunächst einen der beiden Vertrags-(Kontrakt-)Partner.
Benutzt wird der Begriff im Besonderen für den leistenden Partner oder Schuldner, also denjenigen, der sich verpflichtet, eine Leistung zu erbringen bzw. ein Gewerk zu errichten. In diesem Sinne ist auch der Begriff des Subkontraktors etabliert, der einen nachgelagerten Lieferanten oder Dienstleister des Lieferanten bezeichnet. Verbreitet ist im weiteren Zusammenhang auch der Begriff Contracting. Im engeren Sinne wird das Wort Kontraktor für einen Lieferanten benutzt, der sich für einen Festpreis für das Gesamtgewerk verpflichtet (auch als „lump sum-turn key“ bezeichnet). Beispiele sind komplette Gebäude oder Produktionsanlagen.